# Grand Prix de la Somme 2014
La 29e édition du Grand Prix de la Somme a eu lieu le 4 mai 2014. C'est la neuvième épreuve de la Coupe de France de cyclisme sur route 2014. La course fait partie du calendrier UCI Europe Tour 2014 en catégorie 1.1.

## Présentation

### Équipes
Classé en catégorie 1.1 de l'UCI Europe Tour, le Grand Prix de la Somme est par conséquent ouvert aux UCI ProTeams dans la limite de 50 % des équipes participantes, aux équipes continentales professionnelles, aux équipes continentales et aux équipes nationales.
Dix-sept équipes participent à ce Grand Prix de la Somme - trois ProTeams, trois équipes continentales professionnelles et onze équipes continentales :
| UCI ProTeams     | UCI ProTeams | UCI ProTeams |
| Nom de l'équipe  | Pays         | Code         |
| ---------------- | ------------ | ------------ |
| AG2R La Mondiale | France       | ALM          |
| Europcar         | France       | EUC          |
| FDJ.fr           | France       | FDJ          |

| Équipes continentales professionnelles | Équipes continentales professionnelles | Équipes continentales professionnelles |
| Nom de l'équipe                        | Pays                                   | Code                                   |
| -------------------------------------- | -------------------------------------- | -------------------------------------- |
| Bretagne-Séché Environnement           | France                                 | BSE                                    |
| Cofidis                                | France                                 | COF                                    |
| Topsport Vlaanderen-Baloise            | Belgique                               | TSV                                    |

| Équipes continentales   | Équipes continentales | Équipes continentales |
| Nom de l'équipe         | Pays                  | Code                  |
| ----------------------- | --------------------- | --------------------- |
| BigMat-Auber 93         | France                | BIG                   |
| Bridgestone Anchor      | Japon                 | BGT                   |
| Differdange-Losch       | Luxembourg            | CCD                   |
| La Pomme Marseille 13   | France                | LPM                   |
| MG Kvis-Trevigiani      | Italie                | MGK                   |
| Nankang-Fondriest       | Italie                | CEF                   |
| Rabobank Development    | Pays-Bas              | RDT                   |
| Roubaix Lille Métropole | France                | RLM                   |
| Start-Trigon            | Paraguay              | STF                   |
| Veranclassic-Doltcini   | Belgique              | VER                   |
| Wallonie-Bruxelles      | Belgique              | WBC                   |

### Favoris
Les principaux favoris au départ de ce Grand Prix de la Somme sont les sprinteurs avec notamment les Belges Kenneth Vanbilsen, vainqueur du Grand Prix d'ouverture La Marseillaise en début de saison et son coéquipier Tom Van Asbroeck, vainqueur quant à lui de Cholet-Pays de Loire. On retrouve également, pour le compte de la formation AG2R La Mondiale, le biélorusse Yauheni Hutarovich, vainqueur ici en 2009 et son coéquipier Samuel Dumoulin, le récent vainqueur du Tro Bro Leon Adrien Petit pour le compte de la formation Cofidis. Chez BigMat-Auber 93, on retrouve le vainqueur des Grand Prix de Lillers-Souvenir Bruno Comini et Paris-Troyes, Steven Tronet. L'équipe Roubaix Lille Métropole pourra elle compter sur le belge Maxime Vantomme, vainqueur en début de saison du Samyn. Enfin, n'oublions pas des coureurs comme Mickaël Delage de la formation FDJ.fr ou Benjamin Giraud pour l'équipe La Pomme Marseille 13 en cas d'arrivée au sprint.
Notons également la présence au départ de coureurs opportunistes, capables d'éviter une arrivée au sprint aujourd'hui. Parmi ceux-ci nous retrouvons au départ Yannick Martinez pour le compte de la formation Europcar, Julien Simon pour la formation Cofidis ou encore Flavien Dassonville chez BigMat-Auber 93.

## Classement final
|    | Coureur            | Pays        | Équipe                      |    | Temps           |
| -- | ------------------ | ----------- | --------------------------- | -- | --------------- |
| 1  | Yauheni Hutarovich | Biélorussie | AG2R La Mondiale            | en | 4 h 37 min 04 s |
| 2  | Tom Van Asbroeck   | Belgique    | Topsport Vlaanderen-Baloise | +  | m.t             |
| 3  | Yannick Martinez   | France      | Europcar                    |    | m.t             |
| 4  | Benjamin Giraud    | France      | La Pomme Marseille 13       |    | m.t             |
| 5  | André Looij        | Pays-Bas    | Rabobank Development        |    | m.t             |
| 6  | Kenneth Vanbilsen  | Belgique    | Topsport Vlaanderen-Baloise |    | m.t             |
| 7  | Samuel Dumoulin    | France      | AG2R La Mondiale            |    | m.t             |
| 8  | Filippo Baggio     | Italie      | Nankang-Fondriest           |    | m.t             |
| 9  | Florent Mottet     | Belgique    | Wallonie-Bruxelles          |    | m.t             |
| 10 | Mickaël Delage     | France      | FDJ.fr                      |    | m.t             |

## Liste des participants
- Liste de départ complète

| Légende | Légende                                                                    | Légende | Légende                                                    |
| ------- | -------------------------------------------------------------------------- | ------- | ---------------------------------------------------------- |
| Num     | Dossard de départ porté par le coureur sur ce Grand Prix de la Somme       | Pos     | Position à l'arrivée de la course                          |
|         | Indique un maillot de champion national ou mondial, suivi de sa spécialité | NP      | Indique un coureur qui n'a pas pris le départ de la course |
| AB      | Indique un coureur qui n'a pas terminé la course                           | HD      | Indique un coureur qui a terminé la course hors des délais |

| Topsport Vlaanderen-Baloise TSV | Topsport Vlaanderen-Baloise TSV | Topsport Vlaanderen-Baloise TSV |
| ------------------------------- | ------------------------------- | ------------------------------- |
| Num                             | Coureur                         | Pos                             |
| 1                               | Pieter Jacobs (BEL)             | 28e                             |
| 2                               | Victor Campenaerts (BEL)        | 106e                            |
| 3                               | Stijn Steels (BEL)              | 61e                             |
| 4                               | Tim Declercq (BEL)              | 51e                             |
| 5                               | Jonas Rickaert (BEL)            | 26e                             |
| 6                               | Otto Vergaerde (BEL)            | 103e                            |
| 7                               | Kenneth Vanbilsen (BEL)         | 6e                              |
| 8                               | Tom Van Asbroeck (BEL)          | 2e                              |

| AG2R La Mondiale ALM | AG2R La Mondiale ALM     | AG2R La Mondiale ALM |
| -------------------- | ------------------------ | -------------------- |
| Num                  | Coureur                  | Pos                  |
| 11                   | Yauheni Hutarovich (BLR) | 1er                  |
| 12                   | Gediminas Bagdonas (LTU) | 70e                  |
| 13                   | Lloyd Mondory (FRA)      | 13e                  |
| 14                   | Samuel Dumoulin (FRA)    | 7e                   |
| 15                   | Alexis Gougeard (FRA)    | 77e                  |
| 16                   | Hugo Houle (CAN)         | AB                   |
| 17                   | Blel Kadri (FRA)         | 80e                  |
| 18                   | Julian Kern (GER)        | 47e                  |

| FDJ.fr FDJ | FDJ.fr FDJ               | FDJ.fr FDJ |
| ---------- | ------------------------ | ---------- |
| Num        | Coureur                  | Pos        |
| 21         | William Bonnet (FRA)     | 46e        |
| 22         | David Boucher (FRA)      | 35e        |
| 23         | Arnaud Courteille (FRA)  | 117e       |
| 24         | Mickaël Delage (FRA)     | 10e        |
| 25         | Anthony Geslin (FRA)     | 74e        |
| 26         | Matthieu Ladagnous (FRA) | 87e        |
| 27         | Laurent Mangel (FRA)     | 62e        |
| 28         | Yoann Offredo (FRA)      | 45e        |

| Europcar EUC | Europcar EUC           | Europcar EUC |
| ------------ | ---------------------- | ------------ |
| Num          | Coureur                | Pos          |
| 31           | Jérôme Cousin (FRA)    | 100e         |
| 32           | Jimmy Engoulvent (FRA) | 53e          |
| 33           | Vincent Jérôme (FRA)   | 50e          |
| 34           | Morgan Lamoisson (FRA) | 41e          |
| 35           | Yannick Martinez (FRA) | 3e           |
| 36           | Bryan Nauleau (FRA)    | 52e          |
| 37           | Alexandre Pichot (FRA) | 108e         |
| 38           |                        |              |

| Bretagne-Séché Environnement BSE | Bretagne-Séché Environnement BSE | Bretagne-Séché Environnement BSE |
| -------------------------------- | -------------------------------- | -------------------------------- |
| Num                              | Coureur                          | Pos                              |
| 41                               | Erwann Corbel (FRA)              | 16e                              |
| 42                               | Benjamin Le Montagner (FRA)      | 29e                              |
| 43                               | Christophe Laborie (FRA)         | 91e                              |
| 44                               | Florian Guillou (FRA)            | 90e                              |
| 45                               | Anthony Delaplace (FRA)          | 38e                              |
| 46                               | Benoît Jarrier (FRA)             | 24e                              |
| 47                               |                                  |                                  |
| 48                               |                                  |                                  |

| Cofidis COF | Cofidis COF              | Cofidis COF |
| ----------- | ------------------------ | ----------- |
| Num         | Coureur                  | Pos         |
| 51          | Edwig Cammaerts (BEL)    | 39e         |
| 52          | Julien Fouchard (FRA)    | 86e         |
| 53          |                          |             |
| 54          | Julien Simon (FRA)       | 12e         |
| 55          | Guillaume Levarlet (FRA) | 34e         |
| 56          | Adrien Petit (FRA)       | 31e         |
| 57          | Stéphane Poulhiès (FRA)  | 57e         |
| 58          | Clément Venturini (FRA)  | 14e         |

| BigMat-Auber 93 BIG | BigMat-Auber 93 BIG       | BigMat-Auber 93 BIG |
| ------------------- | ------------------------- | ------------------- |
| Num                 | Coureur                   | Pos                 |
| 61                  | Frédéric Brun (FRA)       | 88e                 |
| 62                  | Flavien Dassonville (FRA) | 71e                 |
| 63                  | Steven Tronet (FRA)       | 48e                 |
| 64                  | Yannis Yssaad (FRA)       | 115e                |
| 65                  |                           |                     |
| 66                  | Stéphane Rossetto (FRA)   | 44e                 |
| 67                  | Théo Vimpère (FRA)        | 84e                 |
| 68                  | Alo Jakin (EST)           | 21e                 |

| Bridgestone Anchor BGT | Bridgestone Anchor BGT | Bridgestone Anchor BGT |
| ---------------------- | ---------------------- | ---------------------- |
| Num                    | Coureur                | Pos                    |
| 71                     | Thomas Lebas (FRA)     | 101e                   |
| 72                     | Damien Monier (FRA)    | 73e                    |
| 73                     | Miyataka Shimizu (JPN) | 102e                   |
| 74                     | Kazuo Inoue (JPN)      | 112e                   |
| 75                     | Kenji Itami (JPN)      | 89e                    |
| 76                     | Sho Hatsuyama (JPN)    | 96e                    |
| 77                     | Hiroshi Tsubaki (JPN)  | 111e                   |
| 78                     | Kōhei Uchima (JPN)     | AB                     |

| Nankang-Fondriest CEF | Nankang-Fondriest CEF  | Nankang-Fondriest CEF |
| --------------------- | ---------------------- | --------------------- |
| Num                   | Coureur                | Pos                   |
| 81                    | Filippo Baggio (ITA)   | 8e                    |
| 82                    | Luca Taschin (ITA)     | 116e                  |
| 83                    | Nicola Dal Santo (ITA) | 59e                   |
| 84                    | Alfonso Fiorenza (ITA) | 68e                   |
| 85                    | Matteo Gozzi (ITA)     | 98e                   |
| 86                    | Lorenzo Trabucco (ITA) | 99e                   |
| 87                    | Giacomo Forconi (ITA)  | AB                    |
| 88                    | Matteo Belli (ITA)     | 109e                  |

| MG Kvis-Trevigiani MGK | MG Kvis-Trevigiani MGK       | MG Kvis-Trevigiani MGK |
| ---------------------- | ---------------------------- | ---------------------- |
| Num                    | Coureur                      | Pos                    |
| 91                     | Daniele Aldegheri (ITA)      | 66e                    |
| 92                     | Matteo Busato (ITA)          | 18e                    |
| 93                     | Luca Chirico (ITA)           | 75e                    |
| 94                     | Lorenzo Di Remigio (ITA)     | 110e                   |
| 95                     | Riccardo Donato (ITA)        | 23e                    |
| 96                     | Andrei Nechita (ROU) (Route) | 36e                    |
| 97                     | Lorenzo Rota (ITA)           | 54e                    |
| 98                     |                              |                        |

| Roubaix Lille Métropole RLM | Roubaix Lille Métropole RLM | Roubaix Lille Métropole RLM |
| --------------------------- | --------------------------- | --------------------------- |
| Num                         | Coureur                     | Pos                         |
| 101                         | Rudy Barbier (FRA)          | 17e                         |
| 102                         | Timothy Dupont (BEL)        | 22e                         |
| 103                         | Jean-Lou Paiani (FRA)       | 60e                         |
| 104                         | Romain Pillon (FRA)         | 92e                         |
| 105                         | Baptiste Planckaert (BEL)   | AB                          |
| 106                         | Jimmy Turgis (FRA)          | 30e                         |
| 107                         | Maxime Vantomme (BEL)       | 25e                         |
| 108                         | Franck Vermeulen (FRA)      | 93e                         |

| Rabobank Development RDT | Rabobank Development RDT | Rabobank Development RDT |
| ------------------------ | ------------------------ | ------------------------ |
| Num                      | Coureur                  | Pos                      |
| 111                      | Lennard Hofstede (NED)   | 97e                      |
| 112                      | Merijn Korevaar (NED)    | 81e                      |
| 113                      | Bert-Jan Lindeman (NED)  | 82e                      |
| 114                      | André Looij (NED)        | 5e                       |
| 115                      | Sam Oomen (NED)          | 76e                      |
| 116                      | Timo Roosen (NED)        | 40e                      |
| 117                      | Martijn Tusveld (NED)    | 83e                      |
| 118                      | Mike Teunissen (NED)     | 107e                     |

| Differdange-Losch CCD | Differdange-Losch CCD           | Differdange-Losch CCD |
| --------------------- | ------------------------------- | --------------------- |
| Num                   | Coureur                         | Pos                   |
| 121                   | César Bihel (FRA)               | 64e                   |
| 122                   | Johan Coenen (BEL)              | 79e                   |
| 123                   | Sven Fritsch (LUX)              | 118e                  |
| 124                   | Jānis Dakteris (LAT)            | 33e                   |
| 125                   | Corrado Lampa (ITA)             | 85e                   |
| 126                   | Augusto Sánchez Beriguete (DOM) | 43e                   |
| 127                   | Gediminas Kaupas (LTU)          | AB                    |
| 128                   | Kevin Suarez (BEL)              | 114e                  |

| La Pomme Marseille 13 LPM | La Pomme Marseille 13 LPM  | La Pomme Marseille 13 LPM |
| ------------------------- | -------------------------- | ------------------------- |
| Num                       | Coureur                    | Pos                       |
| 131                       | Benjamin Giraud (FRA)      | 4e                        |
| 132                       | Julien Antomarchi (FRA)    | 49e                       |
| 133                       | Domingos Gonçalves (POR)   | 20e                       |
| 134                       | José Gonçalves (POR)       | 105e                      |
| 135                       | Julien El Fares (FRA)      | 104e                      |
| 136                       | Thomas Rostollan (FRA)     | 95e                       |
| 137                       | Clément Saint-Martin (FRA) | 62e                       |
| 138                       | Yoann Paillot (FRA)        | 65e                       |

| Veranclassic-Doltcini VER | Veranclassic-Doltcini VER | Veranclassic-Doltcini VER |
| ------------------------- | ------------------------- | ------------------------- |
| Num                       | Coureur                   | Pos                       |
| 141                       | Giorgio Brambilla (ITA)   | 27e                       |
| 142                       | Gorik Gardeyn (BEL)       | 78e                       |
| 143                       | Frederik Vandewiele (BEL) | 32e                       |
| 144                       | Fabien Bacquet (FRA)      | AB                        |
| 145                       | Steve Bekaert (BEL)       | AB                        |
| 146                       | Cameron Karwowski (NZL)   | AB                        |
| 147                       | Hamish Schreurs (NZL)     | 69e                       |
| 148                       | Sascha Weber (GER)        | 19e                       |

| Wallonie-Bruxelles WBC | Wallonie-Bruxelles WBC   | Wallonie-Bruxelles WBC |
| ---------------------- | ------------------------ | ---------------------- |
| Num                    | Coureur                  | Pos                    |
| 151                    | Frédéric Amorison (BEL)  | 37e                    |
| 152                    | Quentin Bertholet (BEL)  | 67e                    |
| 153                    | Boris Dron (BEL)         | 55e                    |
| 154                    | Laurent Évrard (BEL)     | 42e                    |
| 155                    | Florent Mottet (BEL)     | 9e                     |
| 156                    | Loïc Pestiaux (BEL)      | 58e                    |
| 157                    | Christophe Prémont (BEL) | 56e                    |
| 158                    | Robin Stenuit (BEL)      | 11e                    |

| Start-Trigon STF | Start-Trigon STF                  | Start-Trigon STF |
| ---------------- | --------------------------------- | ---------------- |
| Num              | Coureur                           | Pos              |
| 161              | Ulises Castillo (MEX)             | 113e             |
| 162              | Johnatan Fernando Sarmiento (COL) | 72e              |
| 163              | Eugen Wacker (KGZ) (Route)        | 94e              |
| 164              | Lars Pria (ROU)                   | AB               |
| 165              | Mauricio Frazer (ARG)             | NP               |
| 166              | Unai Iparragirre (ESP)            | 15e              |
| 167              |                                   |                  |
| 168              |                                   |                  |